# Agnibilékrou
Agnibilékrou – miasto we wschodniej części Wybrzeża Kości Słoniowej; w regionie Moyen-Comoé; według danych szacunkowych na rok 2010 liczy 45 660 mieszkańców.

## Współpraca
- Lafayette, Stany Zjednoczone
- Le Cannet, Francja